# Koryta (Boêmia Central)
Koryta é uma comuna checa localizada na região da Boêmia Central, distrito de Mladá Boleslav.